# Гастроцель
Гастроце́ль (от греч. γᾰστήρ [găstḗr] — «желудок» и κοιλία [koilía] — «полость»), или архентеро́н (от др.-греч. ἄρχειν [árkhein] — «начало» и ἔντερον [énteron] — «кишка»), или перви́чная кишка́, — полость гаструлы, формирующаяся у зародышей многоклеточных в том случае, если гаструляция осуществляется путём инвагинации.
Гастроцель заполнен жидкостью и сообщается с наружной средой при помощи специального отверстия — бластопора. Стенки гастроцеля состоят из инвагинирующей первичной энтодермы. В дальнейшем гастроцель становится полостью дефинитивного кишечника.
У некоторых животных (ряд беспозвоночных и высших позвоночных, костистые рыбы) гастроцель не образуется.